# Špačkovití
Špačkovití (Sturnidae) je ptačí čeleď, která má schopnost zapamatovat si a pak využívat ve svém repertoáru cizí hlasy. Nejznámější z této čeledi je špaček obecný, který se i zásluhou člověka rozšířil do mnoha zemí všech kontinentů. Další druhy špačků žijí také v Africe a Asii.

## Nejrozšířenější druhy špačkovitých
- Loskuták posvátný – Gracula religiosa – je často chován v klecích. Měří 28–30 centimetrů. Žije v jižní a jihovýchodní Asii, převážně v zalesněných oblastech. Pestrá paleta jejich skřeků vytváří téměř pravidelné zvukové pozadí.

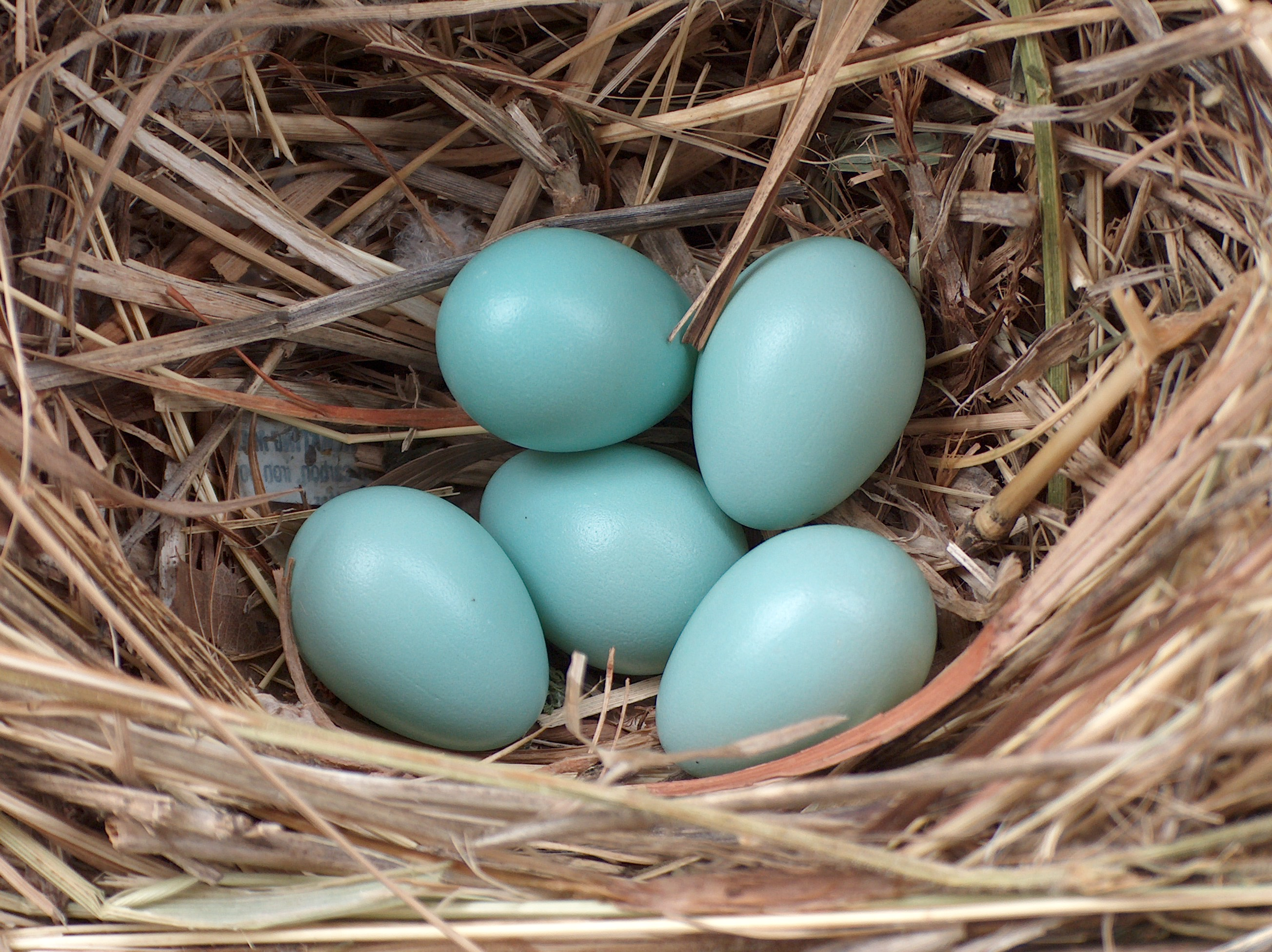
Bleděmodrá vejce Špačka obecného

- Špaček obecný – Sturnus vulgaris – měří přibližně 22 cm. Samec i samice jsou černí se silným kovovým leskem a malými žlutobílými skvrnami, které jsou výraznější v zimním období. Mláďata jsou šedohnědá. Vyskytuje se v Evropě, v mírném pásmu Asie a v severní Africe. Byl převezen i do Severní Ameriky. Nejčastěji obývá okraje lesů, lesíky a zahrady v nížinách a podhůřích. Hnízdí v dutinách stromů. Na bledě modrých vejcích sedí oba rodiče 13–14 dní, mláďata v hnízdě krmí 19–22 dní. Po opuštění hnízda se mladí špačci shlukují do hejn a odlétají do polí ale i sadů za potravou. Tito ptáci se živí hmyzem, příležitostně třešněmi, bobulemi révy vinné, kukuřicí.
- Špaček růžový – Pastor roseus – připomíná vzhledem i velikostí špačka obecného. Samec i samice jsou zbarveni černě s kovovým leskem, v kombinaci s růžovou barvou. Mláďata jsou hnědošedá, s bílou spodinou těla. Vyskytuje se ve stepích a polopouštích jihovýchodní Evropy a přilehlé části Asie až po střední Asii. Hnízdo z trávy staví většinou na zemi nebo v hromadách kamenů.

## Přehled rodů[1]
- Aplonis Gould, 1836
- Mino Lesson, RP, 1827
- Basilornis Bonaparte, 1850
- Goodfellowia Hartert, EJO, 1903
- Sarcops Walden, 1875
- Streptocitta Bonaparte, 1850
- Enodes Temminck, 1839
- Scissirostrum Lafresnaye, 1845
- Saroglossa Hodgson, 1844
- Ampeliceps Blyth, 1842
- Gracula Linnaeus, 1758
- Acridotheres Vieillot, 1816
- Spodiopsar Sharpe, 1889
- Gracupica Lesson, RP, 1831
- Agropsar Oates, 1889
- Sturnia Lesson, RP, 1837
- Sturnornis Legge, 1879
- Leucopsar Stresemann, 1912
- Fregilupus Lesson, RP, 1831
- Necropsar Slater, HH, 1879
- Pastor Temminck, 1815
- Sturnus Linnaeus, 1758
- Creatophora Lesson, RP, 1847
- Notopholia Roberts, 1922
- Hylopsar Boetticher, 1940
- Lamprotornis Temminck, 1820
- Hartlaubius Bonaparte, 1853
- Cinnyricinclus Lesson, RP, 1840
- Onychognathus Hartlaub, 1849
- Poeoptera Bonaparte, 1854
- Pholia Reichenow, 1900
- Arizelopsar Oberholser, 1905
- Grafisia Bates, GL, 1926
- Speculipastor Reichenow, 1879
- Neocichla Sharpe, 1876
- Rhabdornis Reichenbach, 1853